# STAT (proteina)

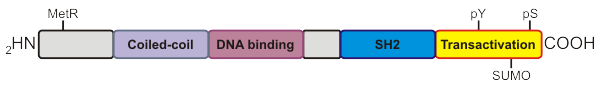
Domini e siti per le modifiche covalenti delle proteine STAT.

STAT (signal transducer and activator of transcription, trasduttori del segnale e attivatori della trascrizione) è una famiglia di proteine che comprende una serie di fattori di trascrizione intracellulare che media diversi processi dell'immunità cellula-mediata, proliferazione, apoptosi e differenziazione.
Sono attivate principalmente per mezzo delle chinasi citoplasmatiche JAK. La via di segnalazione JAK/STAT è alterata nei tumori primari ed è una delle cause dell'angiogenesi (processo che favorisce la sopravvivenza del tumore e l'immunosoppressione). La tecnica dello knockout genico ha dimostrato che le proteine STAT hanno un ruolo chiave nello sviluppo e nella funzione del sistema immuntario; inoltre giocano un ruolo nella tolleranza immunologica e nella immunosorveglianza. 

## Famiglia STAT
Le prime proteine STAT ad essere identificate appartenevano al sistema dell'interferone. Al giorno d'oggi, nel mammifero, si conoscono sette proteine appartenenti alla famiglia STAT: STAT1, STAT2, STAT3, STAT4, STAT5 (STAT5A e STAT5B), e STAT6. 
Gli omodimeri STAT1-STAT1 sono coinvolti nella via di segnalazione dell'interferone di tipo II; essi si legano al promotore GAS (Gamma-interferon Activated Sequence) per indurre l'espressione di ISG (Interferon Stimulated Genes). 
Gli eterodimeri STAT1-STAT2 sono coinvolti nella via di segnalazione degli interferoni di tipo I e III; essi si legano a IRF9 (Interferon-Response Factor) per formare ISGF3 (Interferon-Stimulated Gene Factor), che si lega al promotore ISRE (Interferon-Stimulated Response Element) per indurre l'espressione di ISG.

## Struttura
Tutti e sette i membri di STAT hanno in comune un dominio strutturale caratterizzato da un dominio N-terminale seguito da un coiled coil, sito di legame per il DNA, linker, dominio SH2 ed un dominio C-terminaledi transattivazione.
Sono state effettuate numerose ricerche per scoprire le funzioni di ognuno di questi domini nelle diverse isoforme. Sia i domini N-ter che SH2 mediano la formazione di omodimerizzazione o di eterodimerizzazione. Il dominio coiled-coil serve parzialmente come NLS (segnale di localizzazione nucleare). Il dominio di transattivazione media la trascrizione; il dominio di associazione al DNA media il legame al DNA da trascrivere.

## Attivazione
Il legame extracellulare delle citochine o dei fattori di crescita con il recettore di membrana JAK provoca una fosforilazione in un residuo specifico di tirosina a livello della proteina STAT.
STAT fosforilata in tirosina dimerizza con un'altra STAT-fosforilata per mezzo del dominio SH2. 
Il dimero fosforilato è in seguito trasportato attivamente verso il nucleo per mezzo di un complesso ternario importina α/β.
Inizialmente le proteine STAT vennero descritte come fattori di trascrizione citoplasmatici latenti, visto che si pensava che la loro fosforilazione fosse necessaria per importarle nel nucleo.
In realtà si è scoperto che anche STAT non fosforilata è capace di essere trasportata tra nucleo e citosol, e anche in questo stato gioca un ruolo nell'espressione genica. 
Una volta che STAT raggiunge il nucleo, essa si lega ad un motivo di riconoscimento di DNA -consenso denominato GAS(gamma activated sites) nella regione promotrice dei geni inducibili da citochine e attiva la trascrizione. La proteina STAT può alla fine del processo essere defosforilata per mezzo di fosfatasi nucleari, che portano all'inattivazione di STAT e al successivo trasporto al di fuori del nucleo per mezzo del complesso exportina-RanGTP.

## Immagini aggiuntive

Key steps of the JAK-STAT pathway
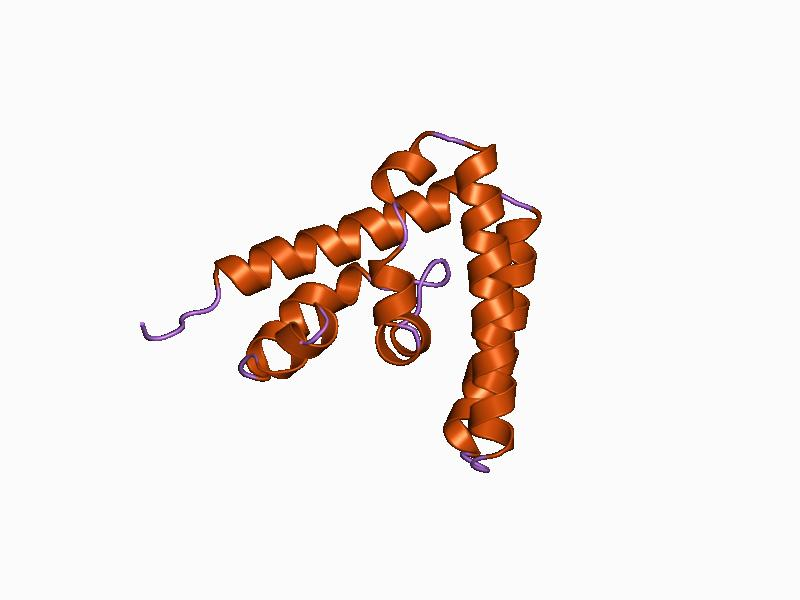
Structure of the amino-terminal protein interaction domain of STAT-4.